# Department of Environment and Conservation

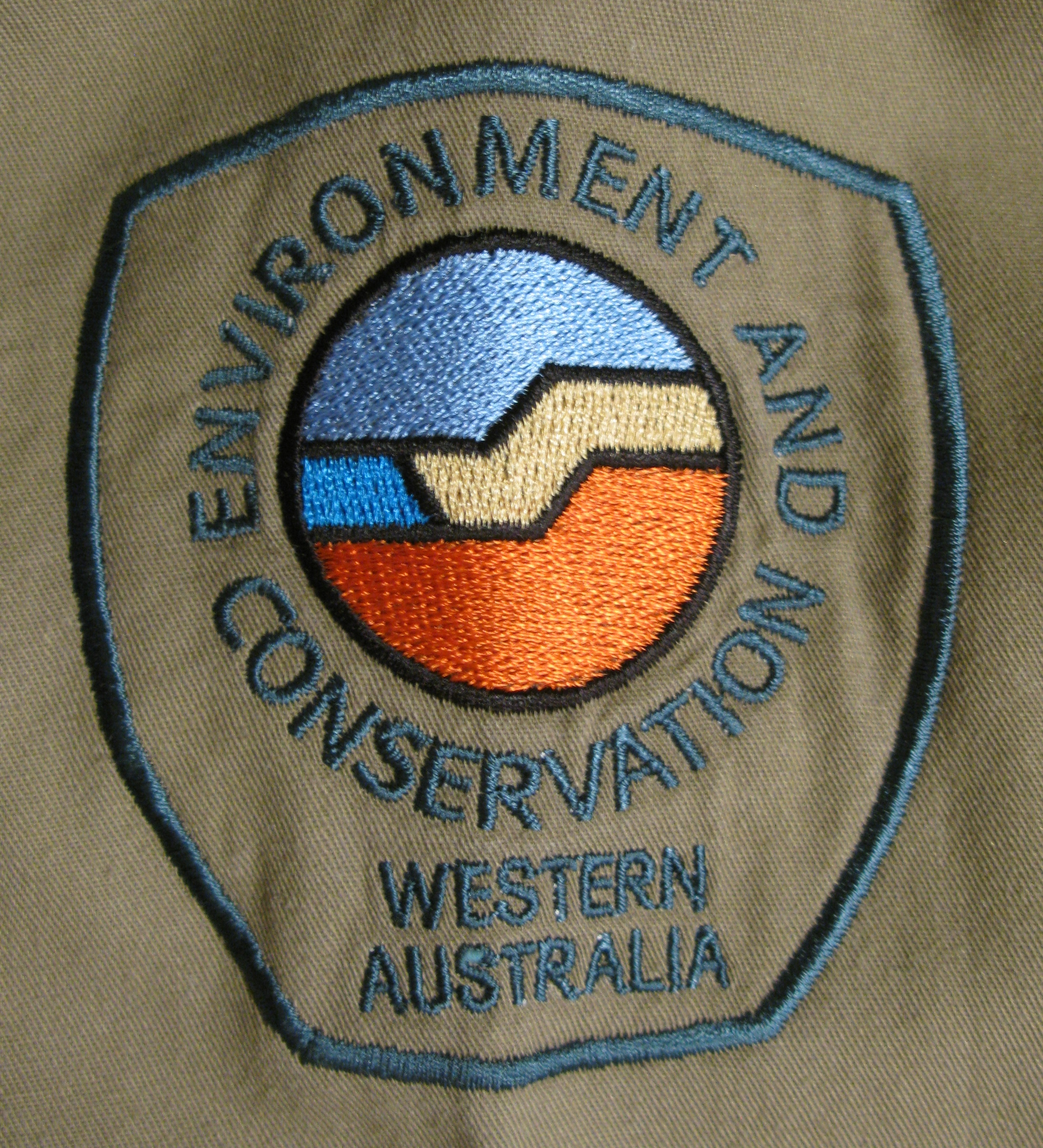
Logotype du DEC sur un uniforme.

Le Department of Environment and Conservation (DEC, littéralement de l'anglais : ministère de l'Environnement et de la Conservation) est le ministère du gouvernement de l'Australie-Occidentale chargé de la protection de l'environnement et de la conservation de la biodiversité.
Il est créé le 1er juillet 2006 par la fusion du Department of Environment (ministère de l'Environnement) et du Department of Conservation and Land Management (ministère de la Conservation et la Gestion des terres). Il change de nom à plusieurs reprises : scindé entre le Department of Parks and Wildlife (DPaW) et le Department of Environment Regulation (DER) en 2013, ce premier est renommé Department of Biodiversity, Conservation and Attractions en 2017 après une nouvelle fusion avec la Botanic Gardens and Parks Authority, la Zoological Parks Authority et la Rottnest Island Authority.

## Mission
Le ministère est charge de plus de 240 000 km2, dont plus de neuf pour cent sont des aires protégées, réparties en parcs nationaux, parcs marins, parcs régionaux, parc conservatoire, forêts d'État et réserves de bois, réserves naturelles et de réserves naturelles marines. Il a également la charge de l'accueil des visiteurs dans ces aires protégées.
Il supervise également les autorités suivantes :
- Environmental Protection Authority
- Conservation Commission
- Keep Australia Beautiful Council
- Marine Parks and Reserves Authority
- Swan River Trust
- Waste Management Board

Le DEC est également responsable de la conservation de la faune pour le projet Western Shield.